# Crazy Like a Fox (serie televisiva)
Crazy Like a Fox è una serie televisiva statunitense in 35 episodi trasmessi per la prima volta nel corso di due stagioni dal 1984 al 1986. La serie è conosciuta in Italia anche con il titolo Fox.
È una serie poliziesca incentrata sulle vicende di Harry Fox, un detective privato e spirito libero che vive di espedienti e del figlio avvocato Harrison, che a malincuore, e spesso, si trova trascinato nei casi del padre. Nel 1987 fu trasmesso il seguito Still Crazy Like a Fox, un film per la televisione diretto da Paul Krasny.

## Personaggi e interpreti
- Cindy Fox (stagioni 1-2), interpretato da Penny Peyser.
È la moglie di Harrison.
- Harrison 'Harry' Fox, Sr. (stagioni 1-2), interpretato da Jack Warden.
- Harrison Fox (stagioni 1-2), interpretato da John Rubinstein.
- Allison Lee (stagione 2), interpretato da Patricia Ayame Thomson.
È la segretaria del figlio di Harry.
- Sportelli (stagione 2), interpretato da Robert Hanley.
- Josh Fox (stagione 2), interpretato da Robby Kiger.
- Infermiera Flood (stagione 2), interpretato da Della Reese.
- Kelly Aspen (stagione 2), interpretato da Belinda Montgomery.
- Richard Morris (stagione 2), interpretato da Kenneth Tigar.
- Sean Tolen (stagione 2), interpretato da Brian T Reynolds.

## Produzione
La serie, ideata da John Baskin, Frank Cardea e George Schenck, fu prodotta da Hugh Benson, Frank Cardea, Philip Saltzman, George Schenck e Roger Shulman per la Columbia Pictures Television tramite la Wooly Mammoth Productions e girata nel Columbia/Warner Bros. Ranch e nei Warner Brothers Burbank Studios a Burbank, a San Francisco e a Santa Clarita in California. Le musiche furono composte da Ron Ramin e Mark Snow.

### Registi
Tra i registi sono accreditati:
- Paul Krasny in 13 episodi (1985-1986)
- Marc Daniels in tre episodi (1985-1986)
- Stuart Margolin in tre episodi (1985)
- Vincent McEveety in tre episodi (1985)
- Michael Lange in due episodi (1985-1986)
- Charles Braverman in due episodi (1985)
- Stan Lathan
- John Llewellyn Moxey
- Michael O'Herlihy

## Distribuzione
La serie fu trasmessa negli Stati Uniti dal 30 dicembre 1984 al 4 settembre 1986 sulla rete televisiva CBS. In Italia è stata trasmessa con il titolo Crazy Like a Fox.
Alcune delle uscite internazionali sono state:
- nel Regno Unito il 19 gennaio 1986
- in Francia il 9 aprile 1989 (Harry Fox, le vieux renard)
- in Finlandia (Aika velikultia)
- in Germania Ovest (Die Fälle des Harry Fox)
- in Spagna (Loco de remate)
- in Italia (Crazy Like a Fox o Fox)

## Episodi
| Stagione         | Episodi | Prima TV USA | Prima TV Italia |
| ---------------- | ------- | ------------ | --------------- |
| Prima stagione   | 13      | 1984-1985    |                 |
| Seconda stagione | 22      | 1985-1986    |                 |